# Olena Nosdran
Olena Iwaniwna Nosdran (ukrainisch Олена Іванівна Ноздрань; * 20. Juli 1975 in Dnipropetrowsk, Ukrainische SSR), englische Transkription Elena Nozdran, ist eine ukrainische Badmintonspielerin.

## Sportliche Karriere
Olena Nosdran gewann von 1993 bis 2006 bis auf 2003 alle Einzeltitel in der Ukraine. Von 1994 bis 2007 gewann sie bis auf 2000 und 2003 auch alle Damendoppeltitel in der Ukraine. Im Mixed war sie 1998 und 2001 bis 2006 erfolgreich.  Bei den Olympischen Sommerspielen 1996  und den Olympischen Sommerspielen 2000 wurde sie im Damendoppel jeweils 17. Im Einzel erreichte sie 2000 ebenfalls den 17. Platz, während es 1996 nur zu Platz 33 gereicht hatte. Nach einem Gastspiel in deutschen Ligen wechselte sie nach Luxemburg, wo sie auch als Trainerin tätig war.

## Sportliche Erfolge
| Saison | Veranstaltung                               | Disziplin   | Sieger                                   |
| ------ | ------------------------------------------- | ----------- | ---------------------------------------- |
| 1992   | Ukraine: Einzelmeisterschaften der Junioren | Mixed       | Andrij Martynenko / Olena Nosdran        |
| 1992   | Ukraine: Einzelmeisterschaften der Junioren | Damendoppel | Olena Nosdran / Arina Plechanowa         |
| 1993   | Ukraine: Einzelmeisterschaften              | Dameneinzel | Olena Nosdran                            |
| 1993   | Ukraine: Einzelmeisterschaften der Junioren | Damendoppel | Olena Nosdran / Arina Plechanowa         |
| 1993   | Ukraine: Einzelmeisterschaften der Junioren | Mixed       | Andrij Martynenko / Olena Nosdran        |
| 1993   | Rumänien: Internationale Meisterschaften    | Damendoppel | Olena Nosdran / Irina Koloskowa          |
| 1993   | Rumänien: Internationale Meisterschaften    | Mixed       | Waleri Strelzow / Olena Nosdran          |
| 1993   | Rumänien: Internationale Meisterschaften    | Dameneinzel | Olena Nosdran                            |
| 1993   | Ukraine: Einzelmeisterschaften der Junioren | Dameneinzel | Olena Nosdran                            |
| 1993   | Slowenien: Internationale Meisterschaften   | Mixed       | Waleri Strelzow / Olena Nosdran          |
| 1993   | Slowenien: Internationale Meisterschaften   | Damendoppel | Olena Nosdran / Ira Koloskova            |
| 1993   | Ungarn: Internationale Meisterschaften      | Mixed       | Waleri Strelzow / Olena Nosdran          |
| 1994   | Ukraine: Einzelmeisterschaften der Junioren | Dameneinzel | Olena Nosdran                            |
| 1994   | Slowakei: Internationale Meisterschaften    | Damendoppel | Olena Nosdran / Viktoria Evtushenko      |
| 1994   | Slowakei: Internationale Meisterschaften    | Dameneinzel | Olena Nosdran                            |
| 1994   | Ukraine: Einzelmeisterschaften der Junioren | Mixed       | Dmitriy Grekov / Olena Nosdran           |
| 1994   | Bulgarien: Internationale Meisterschaften   | Damendoppel | Olena Nosdran / Viktoria Evtushenko      |
| 1995   | Slowakei: Internationale Meisterschaften    | Damendoppel | Olena Nosdran / Viktoria Evtushenko      |
| 1995   | Bulgarien: Internationale Meisterschaften   | Dameneinzel | Olena Nosdran                            |
| 1995   | Slowakei: Internationale Meisterschaften    | Dameneinzel | Olena Nosdran                            |
| 1996   | Ukraine: Einzelmeisterschaften              | Damendoppel | Viktoria Evtushenko / Olena Nosdran      |
| 1996   | Ukraine: Einzelmeisterschaften              | Dameneinzel | Olena Nosdran                            |
| 1997   | Ukraine: Einzelmeisterschaften              | Damendoppel | Viktoria Evtushenko / Olena Nosdran      |
| 1997   | Ukraine: Einzelmeisterschaften              | Dameneinzel | Olena Nosdran                            |
| 1997   | Hungarian International                     | Dameneinzel | Olena Nosdran                            |
| 1998   | Ukraine: Einzelmeisterschaften              | Damendoppel | Viktoria Evtushenko / Olena Nosdran      |
| 1998   | Ukraine: Einzelmeisterschaften              | Dameneinzel | Olena Nosdran                            |
| 1998   | Ukraine: Einzelmeisterschaften              | Mixed       | Waleri Strelzow / Olena Nosdran          |
| 1999   | Ukraine: Einzelmeisterschaften              | Dameneinzel | Olena Nosdran                            |
| 1999   | Polish International                        | Dameneinzel | Olena Nosdran                            |
| 1999   | Bulgarien: Internationale Meisterschaften   | Dameneinzel | Olena Nosdran                            |
| 1999   | Ukraine: Einzelmeisterschaften              | Damendoppel | Viktoria Evtushenko / Olena Nosdran      |
| 2000   | Ukraine: Einzelmeisterschaften              | Dameneinzel | Olena Nosdran                            |
| 2001   | Bitburger Open                              | Damendoppel | Neli Botewa / Olena Nosdran              |
| 2001   | Ukraine: Einzelmeisterschaften              | Damendoppel | Olena Nosdran / Irina Koloskova          |
| 2001   | Ukraine: Einzelmeisterschaften              | Dameneinzel | Olena Nosdran                            |
| 2001   | Ukraine: Einzelmeisterschaften              | Mixed       | Wladyslaw Druschtschenko / Olena Nosdran |
| 2002   | Ukraine: Einzelmeisterschaften              | Damendoppel | Olena Nosdran / Laryssa Hryha            |
| 2002   | Ukraine: Einzelmeisterschaften              | Dameneinzel | Olena Nosdran                            |
| 2002   | Ukraine: Einzelmeisterschaften              | Mixed       | Wladyslaw Druschtschenko / Olena Nosdran |
| 2003   | Ukraine: Einzelmeisterschaften              | Mixed       | Wladyslaw Druschtschenko / Olena Nosdran |
| 2004   | Polnische Internationale Meisterschaften    | Mixed       | Wladyslaw Druschtschenko / Olena Nosdran |
| 2004   | Ukraine: Einzelmeisterschaften              | Mixed       | Wladyslaw Druschtschenko / Olena Nosdran |
| 2004   | Ukraine: Einzelmeisterschaften              | Damendoppel | Olena Nosdran / Laryssa Hryha            |
| 2004   | Ukraine: Einzelmeisterschaften              | Dameneinzel | Olena Nosdran                            |
| 2005   | Ukraine: Einzelmeisterschaften              | Mixed       | Wladyslaw Druschtschenko / Olena Nosdran |
| 2005   | Ukraine: Einzelmeisterschaften              | Dameneinzel | Olena Nosdran                            |
| 2005   | Ukraine: Einzelmeisterschaften              | Damendoppel | Olena Nosdran / Laryssa Hryha            |
| 2006   | Ukraine: Einzelmeisterschaften              | Mixed       | Wladyslaw Druschtschenko / Olena Nosdran |
| 2006   | Ukraine: Einzelmeisterschaften              | Dameneinzel | Olena Nosdran                            |
| 2006   | Ukraine: Einzelmeisterschaften              | Damendoppel | Olena Nosdran / Laryssa Hryha            |
| 2007   | Ukraine: Einzelmeisterschaften              | Damendoppel | Olena Nosdran / Laryssa Hryha            |